# Philippe Samary

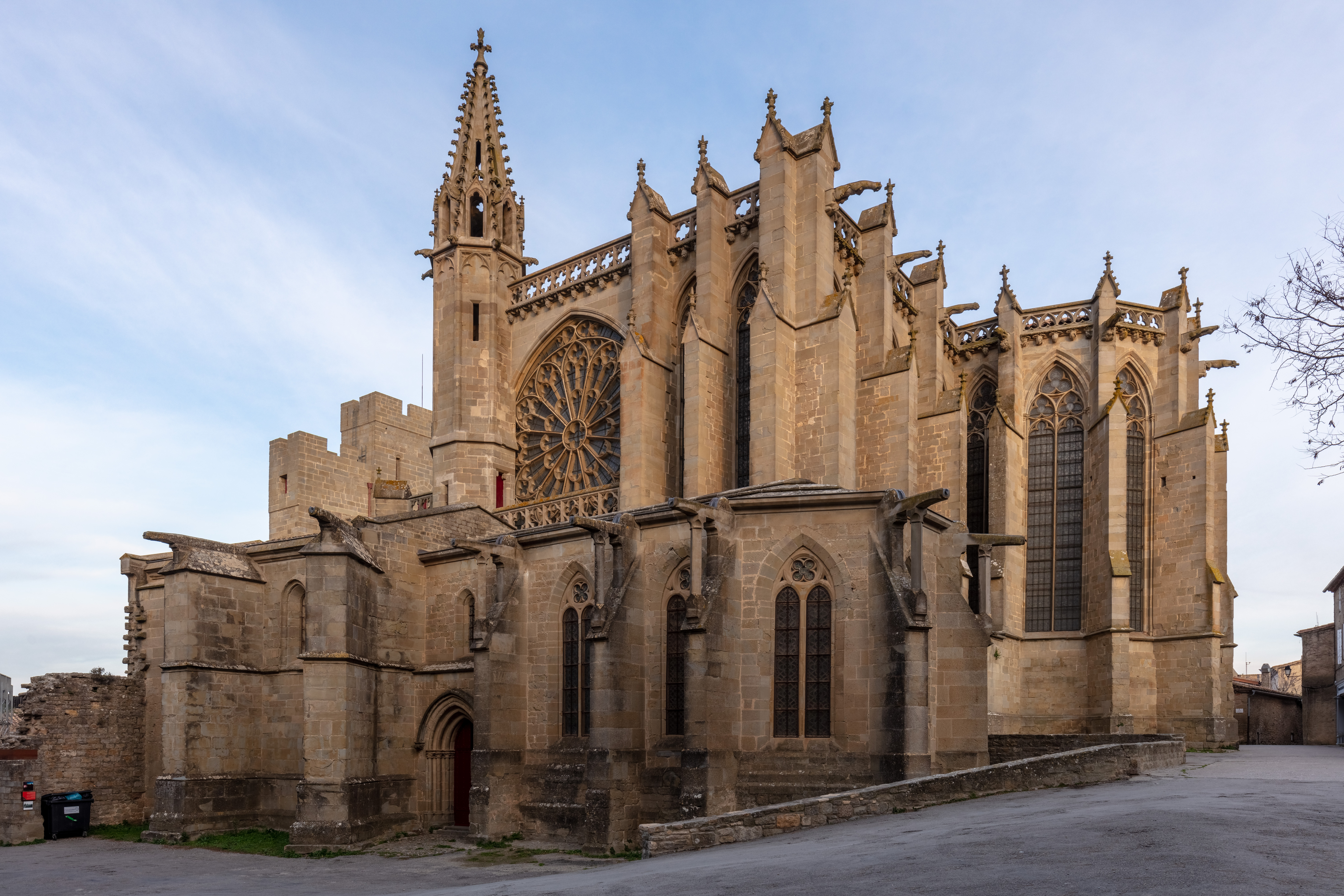
La basilique Saint Nazaire, ancienne cathédrale de Carcassonne, située dans la cité médiévale.

Philippe Samary est un religieux et homme politique français né le 5 février 1731 à Carcassonne (Aude) et décédé le 8 novembre 1803 au même lieu.
Curé de la paroisse Saint-Nazaire de Carcassonne, il est député du clergé aux états généraux de 1789 pour la sénéchaussée de Carcassonne. Il se rallie au tiers état et plaida pour une religion d'état.

## Sources
- « Philippe Samary », dans Adolphe Robert et Gaston Cougny, Dictionnaire des parlementaires français, Edgar Bourloton, 1889-1891 [détail de l’édition]